# Jean-Pierre Foucault
Pour les articles homonymes, voir Foucault.
Jean-Pierre Foucault  est un animateur de radio et de télévision français, né le 23 novembre 1947 à Marseille.
À la radio, il débute sur RMC en 1966, puis anime de nombreuses émissions sur RTL, Europe 1 et MFM. Il présente de 2001 à 2006 le jeu Quitte ou double puis le jeu La Bonne Touche, de 2006 à 2011 sur RTL en duo avec Cyril Hanouna, Christophe Dechavanne, Éric Laugérias puis avec Jade. Après avoir été remercié par RTL, il revient sur Europe 1 fin août 2014 en tant que simple chroniqueur de l'émission quotidienne Les Pieds dans le plat animée par Cyril Hanouna.
Présent sur les écrans de télévision depuis le milieu des années 1970, il est notamment célèbre pour avoir présenté L'Académie des neuf, Sacrée Soirée produite par Gérard Louvin, Intervilles, Miss France et le jeu Qui veut gagner des millions ? sur TF1. Il est un des rares animateurs à être salarié en contrat à durée indéterminée de la première chaîne de télévision française.
À la suite d'une demande faite par Jean-Claude Gaudin, maire de Marseille, il devient président bénévole du centre de formation de l'Olympique de Marseille. Il est par ailleurs à la tête de trois sociétés qui gèrent ses différentes activités et biens. Il est enfin membre du comité stratégique de France Pari, une société de paris en ligne.

## Biographie

### Famille et études
Jean-Pierre Foucault naît le 23 novembre 1947 à Marseille. Sa mère échappe à la barbarie nazie et  son père, Marcel, né le 14 janvier 1910 a été assassiné par des inconnus à Alger le 22 février 1962. Sa mère, Paula, née Pesa Łeba Leska le 27 février 1916 à Mogielnica en Pologne et morte le 12 octobre 2008, est née juive ashkénaze. Les neveux de celle-ci ont été sauvés pendant la Seconde Guerre mondiale par son père, Marcel Foucault, lauréat à titre posthume de la médaille de « Juste parmi les nations » en octobre 2009.
Jean-Pierre Foucault étudie au lycée Marseilleveyre.

#### Vie privée et enfants
Jean-Pierre Foucault partage sa vie avec Évelyne Jarre, sans être marié. Il a une fille d'un précédent mariage, Virginie Foucault.[réf. nécessaire]

#### Problèmes de santé
Le 11 mai 2023, il annonce qu'il a subi, mi-avril, deux arrêts cardiaques consécutifs, pris en charge rapidement, il a été opéré dans la foulée, il se rétablit après trois semaines de rééducation.

### Radio
Le 26 juin 1966, il entre sur la chaîne de radio RMC grâce à un concours d'animateur (c'est son ami d'enfance Claude Moreau qui l'inscrit). Il est sélectionné en compagnie d'un autre débutant, Patrick Topaloff. Renvoyé six mois après, il travaille deux ans sur la chaîne concurrente Europe 1 avant de revenir sur la radio monégasque de 1969 à juin 1989, avec son ami Léon (aujourd'hui animateur sur France Bleu Provence). En juin 1989, il quitte RMC pour RTL, où il anime dès le début septembre une émission matinale. En 1994, après avoir passé 5 ans à RTL, il revient à RMC en tant que directeur des programmes avant d'être remercié en 1998 par les nouveaux actionnaires, à la suite de la privatisation de la radio.
En 1998, il anime pendant une année l'émission Cette année-là sur MFM, dont il est aussi actionnaire, réalisée par Emmanuel Petit[réf. nécessaire]. Celui-ci deviendra à partir de juillet 2000 son bras droit, et ce jusqu'en 2011 date à laquelle, Emmanuel Petit devient concepteur de programmes TV et radio à l'international, metteur en scène de théâtre et responsable artistique en Suisse et à New York[réf. nécessaire].
En 1999, il est de retour sur la radio RTL pour Malice, Le Badingo et la fin de l'après-midi qui remplace Les Grosses Têtes puis en 2001, il relance le jeu du Quitte ou double sur la radio RTL alors en crise à la suite du départ puis le retour de Philippe Bouvard[réf. nécessaire].
Dès septembre 2006 et pendant 5 ans, il présente le jeu La Bonne Touche sur RTL, en duo avec Cyril Hanouna jusqu'au 8 juin 2011, date à laquelle il reprend seul et sans explication aux auditeurs, la présentation de l'émission à la suite de l'interdiction faite à Cyril Hanouna par la direction de RTL de continuer de coanimer ce programme, en raison de son départ programmé en septembre vers Virgin Radio. Il anime La Bonne Touche avec Christophe Dechavanne, à compter du 14 juin 2011 sur RTL jusqu'à la fin de la saison 2010-2011. À partir du mois de septembre 2011, il anime l'émission avec Éric Laugérias puis Jade, mais l'émission quotidienne devient hebdomadaire chaque week-end entre 11 h 30 à 12 h 30 voyant son audience décliner la dernière année, surtout le samedi.
Début juillet 2014, RTL décide de se séparer de Jean-Pierre Foucault,. Ce dernier retrouvera épisodiquement Cyril Hanouna comme simple chroniqueur à partir d'août 2014 dans son émission Les Pieds dans le plat programmée à 16 h sur Europe 1. Il est remplacé dans sa tranche de fin de matinée des week-ends sur RTL par Philippe Bouvard qui arrête Les Grosses Têtes pour animer une nouvelle émission, Allô Bouvard,.
En 2021, il pose sa voix dans des jingles pour Tac Tic Radio, radio numérique disponible en DAB à Marseille.
Le 8 avril 2024, il remplace exceptionnellement Thomas Isle sur Europe 1 dans l'émission Culture Médias du 15 au 19 avril 2024, et assure à nouveau ce remplacement du 21 au 25 avril 2025.

### Télévision et animations

#### Des années 1970 aux années 1990
En 1976, il anime ses premières émissions de télévision Ring Parade/Système 2 sur Antenne 2 grâce à Guy Lux. En 1980, il présente le concours de chansons francophones « Chantez français ». En 1980-1981, il anime « Au plaisir du samedi » tous les samedis après-midi sur TF1. À l'été 1981, il présente sur TF1 « Le Francophone d'Or » titre et jeu qui succède au « Francophonissime » (toujours avec Maître Capello et les six représentants des pays francophones). Toujours en 1981, il succède à Maurice Favières à la présentation des « Jeux de Vingt Heures » sur FR3. À la rentrée de 1982, il arrive sur Antenne 2 à la présentation du jeu L'Académie des neuf où il bénéficie d'un certain succès. On y retrouve, comme invités récurrents, Micheline Dax, Amarande, Sophie Garel, Isabelle Mergault, Laurence Badie, Marie-Pierre Casey, Catherine Lachens, Carlos, Sim, Enrico Macias, Jean Lefebvre, Philippe Castelli, Gérard Hernandez et Gérard Loussine.
En 1986, toujours sur Antenne 2, il présente, sous les traits d'un juge de tribunal, Affaire suivante[réf. nécessaire].
Débauché par TF1, en septembre 1987, il anime l'émission de variétés Sacrée Soirée pendant sept saisons (1987-1994), produite par Gérard Louvin. Il sera pour la petite histoire, le 1er animateur à signer un CDI avec la chaîne nouvellement privatisée. La dernière saison pour remonter une audience en baisse, il s'entoure d'Amanda Lear, de Julien Courbet et de Laurent Baffie. Plus tard, pour expliquer l'arrêt de l'émission, l'animateur déclare avoir fait « l'année de trop ! ».
Le 11 avril 1992, il coprésente Euro Disney : L'Ouverture avec David Hallyday.
En 1994, pour faire oublier Sacrée Soirée, TF1 lui fait présenter Le monde est fou ! mais faute d'audience l'émission ne durera pas plus d'une année.
À partir de 1995, accompagné de la compagnie Roger Louret, il présente une nouvelle émission de variétés pour TF1, Les Années tubes qui durera 5 ans, et les élections de Miss France chaque mois de décembre.
En 1999, il présente en direct avec Catherine Laborde une émission exceptionnelle pour l'an 2000 : 5 millions pour l'an 2000. L'émission est un divertissement durant lequel 100 candidats s'opposent sur des questions de rapidité pour parvenir au trio final.

#### Les années 2000
En 2000, après l'arrêt des Années tubes, il tente de lancer une nouvelle émission de variétés, Le Grand Soir, réalisée par son ami Gilles Amado qui, après trois numéros avec des audiences moyennes, est stoppée.
À partir de juillet 2000, il présente un nouveau jeu de questions Qui veut gagner des millions ?, inspiré de Who Wants to Be a Millionaire?. C'est un grand succès d'audience qui ne se démentit qu'à la fin des années 2000.
En septembre 2001, il s'essaye au talk-show de deuxième partie de soirée pour TF1 avec On vous aura prévenu mais, faute d'audience, le programme est arrêté après quatre numéros.
De 2003 à 2019, il présente chaque année le Festival international du cirque de Grenoble en Monsieur Loyal, tout en restant membre du jury après cette date.
En 2003, TF1 le choisit pour animer un autre jeu d'inspiration néo-zélandaise (intitulé The Chair) : Zone rouge. Après deux années de diffusion avec quelques interruptions, ce jeu est déprogrammé en raison d'audiences déclinantes.
En avril 2006, il anime avec Christophe Dechavanne l'émission Je suis une célébrité, sortez-moi de là !. Toutefois, fait rarissime pour TF1, la première partie de soirée de la finale est battue par le téléfilm de France 2. On retiendra surtout une polémique entre Marielle Goitschel et Omar Harfouch. Et le fait que les candidats doivent, lors de certaines épreuves, manger des insectes vivants ou morts.
En janvier 2007, il soutient et croit en l'arrivée d'un nouveau président pour l'OM : Jack Kachkar. Quelques semaines plus tard, ce « repreneur » sera déclaré non solvable.
En décembre 2007, il présente le retour de Sacrée Soirée sur TF1 pour fêter les vingt ans de l'émission. C'est un succès avec presque sept millions de téléspectateurs. Deux autres numéros suivent en décembre 2008 et décembre 2009 avec une audience déclinante.
En 2008, il présente sur TF1 le dimanche en fin d'après-midi Jouez pour 5 fois plus. Faute d'audience, TF1 stoppera assez rapidement la diffusion de ce jeu.
En octobre 2008, il présente sur TMC J'ai mon mot à dire, une seule et unique émission qui n'a pas convaincu le public et la chaîne, avec des enfants, émission produite par sa fille Virginie et Cyril Hanouna. Le même mois, il anime en compagnie de Laurence Boccolini et Bernard Pivot, Français, La Grande Interro, quarante questions sur la langue française : sens des expressions, pièges, faux amis, vocabulaire, grammaire, etc.
En 2009, on le voit dans une publicité pour Citroën tournée sur le plateau du jeu Qui veut gagner des millions ?.

#### Les années 2010
En 2010, il coprésente sur TF1 La Ferme Célébrités en Afrique mais, faute d'audience après trois numéros, le prime time est décalé en seconde partie de soirée.
En 2010, il présente sur TF1 La Soirée du rire (trois millions de téléspectateurs et 20,6 % de part de marché) et il coanime Les stars se dépassent pour ELA (seulement 2,9 millions de téléspectateurs et 13,8 % de part de marché).
En décembre 2010, il présente, sans la présence de Geneviève de Fontenay (qui présentera pour la première fois le lendemain sa propre élection Miss Nationale), l'élection de Miss France 2011 avec 6,9 millions de téléspectateurs. Les parts de marché sont excellentes pour la case : 34,1 % sur les quatre ans et plus et 38,1 % sur les ménagères de moins de cinquante ans.
En décembre 2010, il annonce sur RTL l'arrêt de la formule actuelle de Qui veut gagner des millions ? dans sa version quotidienne.
En janvier 2011, il annonce animer pour le mois de juin une nouvelle version quotidienne de Qui veut gagner des millions ?, déjà connue dans plusieurs pays, notamment l'Australie, sous le nom de Millionnaire Hot Seat. Mais le projet est annulé.
En juillet 2011, il est simple chroniqueur dans une émission spéciale consacrée au mariage d'Albert II et de Charlene Wittstock sur TF1 présentée par Jean-Claude Narcy, Sandrine Quétier, Denis Brogniart et Nikos Aliagas. Pour ce programme, France 2 arrive largement devant TF1 avec presque le double de téléspectateurs.
À partir de janvier 2014, il présente sur TF1 en alternance avec Christophe Beaugrand, Karine Ferri, Elsa Fayer, Anaïs Grangerac et Inès Vandamme, le tirage du Loto et de l'EuroMillions.
À partir de février 2014, il doit présenter une grande tournée Sacrée Soirée dans 50 villes de France et dans des pays francophones. Mais, faute de réservations, cette tournée est annulée le 13 janvier 2014.
En avril 2014, il doit présenter le jeu Quizz ou Buzz, sous le titre Le Dernier Buzzer dans un pilote réalisé pour TF1, mais le projet est  abandonné.
Début 2019, il relance, après trois ans d'absence, son jeu culte Qui veut gagner des millions ? pour une première partie de soirée exceptionnelle, avant de passer le relais à Camille Combal.
Le 9 septembre 2022, la presse annonce que Jean-Pierre Foucault serait évincé de la présentation de l'élection annuelle de Miss France. Âgé de 75 ans en novembre, il serait jugé « trop vieux » pour le programme par la productrice Alexia Laroche-Joubert, qui souhaite souffler un vent de fraîcheur sur l'institution,. Cette dernière a toutefois démenti l'information sur France 5.

### Football (Olympique de Marseille)
En 1996, son ami et maire de Marseille Jean-Claude Gaudin le nomme président de l'Association OM, afin qu'il dirige, accompagné de professionnels, le centre de formation. L'association représente les amateurs, détient le numéro d'affiliation à la ligue professionnelle, ce qui permet au club de jouer ainsi qu'à la marque OM.
En décembre 2017, il décide de quitter le poste et laisse la place à Jean-Pierre Chanal, directeur général adjoint des services de la mairie de Marseille

### Condamnation
En mars 2022, Jean-Pierre Foucault perd sa bataille judiciaire contre le fisc. Il fait l'objet d'un redressement fiscal de 365 394 euros.

## Engagements

### Engagements à Marseille et en Provence
- De 1997 à 2017, Jean-Pierre Foucault est le président de l'Association OM qui gère le centre de formation.
- En 2005, il devient président de la nouvelle chaîne locale marseillaise LCM.
- En 2009, il annonce par mail aux salariés son départ du poste de président de LCM, la chaîne n'ayant pas atteint ses objectifs.
- En décembre 2010, il annonce l'ouverture de l'ECS, l'école de communication à Marseille dont il est conseiller et actionnaire.
- En 2014, il soutient à titre personnel Jean-Claude Gaudin aux élections municipales.
- En 2015, il soutient Christian Estrosi, candidat Les Républicains[29] aux élections régionales.

### Divers
- En 1989, il participe à l'opération « Pour toi Arménie » autour d'une chanson écrite par Charles Aznavour, en solidarité avec l'Arménie à la suite d'un important tremblement de terre en décembre 1988.
- En 2006, il est le parrain de la deuxième édition de la Life parade, une parade pro-vie organisée chaque année[30],[31].
- En 2008, il est le parrain de la SPA avec des porte-clés représentant des animaux vendus au profit de l'association.
- En 2009, il est à nouveau le parrain de la SPA avec cette fois des calendriers avec sa photo vendus au profit de l'association.

## Distinctions
- Chevalier de la Légion d'honneur (2003)[32].
- Médaille d'honneur du travail, vermeil, lors du Grand Concours des animateurs par Carole Rousseau, diffusé le 2 mars 2018 sur TF1.

## Résumé de ses activités médiatiques
(Les items des listes présentées ci-dessous sont sourcés dans la section « Biographie » du présent article.)

### Parcours en radio
- 1967-1969 : animateur de l'émission Les Petits Matins sur Europe 1
- 1969-1989 : animateur de Les Matinales sur RMC
- Années 1970 : animateur de Cherchez le disque, La Clé d'or (de Philippe Bréjean et Michel Dancourt[33]), Le Programme à la lettre, sur RMC
- 1989-1994 : animateur de Le Cékoidon et les autres émissions matinales sur RTL
- 1994-1998 : animateur de Les Matinales sur RMC
- 1998-1999 : animateur de Cette année-là sur MFM
- 1999-2006 : animateur de Malice ou encore Le Badingo et la fin de l'après-midi qui remplace Les Grosses Têtes puis Quitte ou double sur RTL
- 2006-2014 : coanimateur ou animateur de La Bonne Touche sur RTL, avec successivement Cyril Hanouna, Christophe Dechavanne, Éric Laugérias puis Jade
- 2014-2016 : chroniqueur dans Les Pieds dans le plat sur Europe 1
- été 2019 : animateur d'une chronique L'été sera kitch sur les radios du réseau France Bleu
- 2024-2025 : Culture Médias sur Europe 1 : animateur en remplacement de Thomas Isle
- 2025 : Tranche 11h-13h sur Europe 1 : animateur en remplacement de Pascal Praud[34]

### Émissions de télévision
- 1976 : Ring Parade sur Antenne 2
- 1976 : Système 2 sur Antenne 2
- 1976 : C'est dimanche sur Antenne 2
- 1980 : Dimanche en fête sur TF1
- 1980-1981 : Les Plaisirs du samedi sur TF1
- 1981 : Le Francophone d'Or sur TF1
- 1981-1982 : Les Jeux de 20 heures sur FR3 : coprésentation
- 1982-1987 : L'Académie des neuf sur Antenne 2
- 1983 : Sélection française pour le Concours Eurovision de la chanson 1983 co-présentée avec Marie Myriam sur Antenne 2
- 1984 : Sélection française pour le Concours Eurovision de la chanson 1984 co-présentée avec Catherine Ceylac sur Antenne 2
- 1985-1986 : La Trappe sur Antenne 2
- 1986-1989 : "Affaire suivante" sur TF1
- 1987-1994 : Sacrée Soirée sur TF1
- 1988 : Une soirée pour les restos sur TF1
- 1989-1998 : Disney Parade sur TF1
- 1990 : Le prime-time d'un Spécial tirage du Loto en direct et en public sur TF1
- 1990-1993 : En quête de vérité sur TF1
- 1992 : Cérémonie d'ouverture d'Euro Disney sur TF1
- 1994-1995 : Le monde est fou sur TF1
- 1995-1999 : Intervilles sur TF1
- 1995-2000 : Les années tubes sur TF1
- 1995, 1996 et 2000 : Les années Cloclo sur TF1
- 1995 : Les années Dalida sur TF1
- 1995 : Les années rire sur TF1
- 1995 : Interglace sur TF1
- Depuis 1995 : Élection de Miss France sur TF1
- 1996 : Les années 60 sur TF1
- 1996 : Les années 70 sur TF1
- 1996-1998 : Les années 80 sur TF1
- 1996 : Les années blues sur TF1
- 1996 - 2000 : Les années Balavoine sur TF1
- 1996 : La télé des Inconnus sur TF1
- 1996 : Les années twist sur TF1
- 1996 : Les années buts avec Thierry Roland sur TF1
- 1996 : 10 ans demain ! sur TF1
- 1996 : Les années Berger sur TF1
- 1996 : Pluto Dingo sur TF1
- 1997-1998 : Une année en or ! sur TF1
- 1997 : World Music Awards sur TF1
- 1997 : C'est du Lux ! avec Vincent Lagaf' et Guy Lux sur TF1
- 1997 : Salut : Sardou ! sur TF1
- 1997 : La Nouvelle Vague : Salut les copains ! sur TF1
- 1997 : Les années soleil sur TF1
- 1998 : TF1 : 10 ans déjà ! sur TF1
- 1998 : Johnny Hallyday : la soirée des chansons sur TF1
- 1998 : Claude François : 20 ans déjà ! sur TF1
- 1998 : Spéciale Céline Dion sur TF1
- 1998 : Spéciale Roger Hanin sur TF1
- 1998 : De Caunes - Garcia : les années humour à la télé ! sur TF1
- 1998 : Spéciale Sidaction : Ensemble sur TF1
- 1998-1999 : TF1 Music Awards sur TF1
- 1999 : Starmania sur TF1
- 1999 : 50 ans de tubes sur TF1
- 1999 : 40 ans de tubes sur TF1
- 1999 : Les années latino sur TF1
- 1999 : Les 7 d'or sur TF1
- 1999 : 100% Johnny sur TF1
- 1999 : 5 millions pour l'an 2000 avec Évelyne Dhéliat et Catherine Laborde sur TF1
- 2000 : La soirée spéciale Balavoine avec Daniela Lumbroso sur TF1
- 2000 : Patrick Bruel sur TF1
- 2000 : Le Grand Soir sur TF1
- 2000 : Spéciale Michel Sardou sur TF1
- 2000 et 2001 : Les Mandrakes d'Or sur TF1
- 2000 : Lara Fabian & Co sur TF1
- 2000-2019 : Qui veut gagner des millions ? sur TF1
- 2001 : Roméo et Juliette sur TF1
- 2001 : Toute la magie du monde sur TF1
- 2001 : On vous aura prévenus
- 2002 : Spéciale sosies avec Sophie Coste sur TF1
- 2002 : Le Grand Test avec Laurence Boccolini sur TF1
- 2002 : Les 25 ans des Grosses Têtes sur TF1
- 2002-2003, 2009 : Les Grosses Têtes sur TF1
- 2003 : Les Palmes du courage sur TF1
- 2003 : Guy Lux : merci ! sur TF1
- 2003 : Top 50 : 50 tubes de légende sur TF1
- 2003, 2005, 2006 : Miss Europe sur TF1 puis TMC (2006) avec Adriana Karembeu
- 2003 et 2004 : Retour gagnant sur TF1 avec Sophie Coste
- 2003-2005 : Zone rouge sur TF1
- 2004 : Nos années 70 : les tubes de légende sur TF1
- 2004 : La fête : 30 tubes de légende sur TF1
- 2004 : Les fans et les chansons d'abord sur TF1
- 2004 : Bon anniversaire Charles ! avec Flavie Flament sur TF1
- 2004 : Deux jours moins le quart avant la Fête de la musique ! avec de nombreuses personnalités sur TF1
- 2004-2006 : Les tubes de légende sur TF1
- 2004 : Les 30 plus grands Walt Disney sur TF1
- 2005 : Les années disco sur TF1
- 2005-2006 : Les duos de l'impossible sur TF1
- 2005 : Les Enfoirés jouent le jeu ! avec Muriel Robin sur TF1
- 2005 : 120 minutes de bonheur du 31 sur TF1
- 2006 : Balavoine, 20 ans déjà avec Flavie Flament sur TF1
- 2006 : Je suis une célébrité, sortez-moi de là ! avec Christophe Dechavanne sur TF1
- 2006 : Le meilleur des célébrités avec Christophe Dechavanne sur TF1
- 2007 : L'homme le plus drôle de l'année sur TF1
- 2007-2008, 2010 : Les stars se dépassent pour ELA avec Benjamin Castaldi sur TF1
- 2007 : La Môme : Piaf ! avec Flavie Flament sur TF1
- 2007 : Michel Berger, évidemment sur TF1
- 2007-2009 : Sacrée Soirée sur TF1 avec Agathe Lecaron
- 2008 : Génération Berger sur TF1
- 2008 : Jouez pour 5 fois plus sur TF1
- 2008 : Français : la grande interro avec Laurence Boccolini sur TF1
- 2008 : J'ai mon mot à dire sur TMC
- 2009 : Méfiez-vous des idées reçues avec Sébastien Cauet sur TF1
- 2009 : 2 heures de rire avec Gad Elmaleh sur TF1
- 2009 : Charles Aznavour : le grand anniversaire sur TF1
- 2009-2011 : Le Plus Grand Quiz de France sur TF1
- 2010 : La Ferme Célébrités 3... en Afrique ! avec Benjamin Castaldi sur TF1
- 2010 : Spéciale Disney ! sur TF1
- 2010 : La Soirée du Rire sur TF1
- 2011 : Daniel Balavoine , évidemment sur TF1
- 2011 : La Grande Soirée des sosies sur TF1
- 2011 : Le bac blanc sur TF1
- 2011 : Une soirée en or sur TF1
- 2011 : Noces princières à Monaco avec Jean-Claude Narcy, Denis Brogniart, Sandrine Quétier et Nikos Aliagas sur TF1
- 2011 : Laurent Gerra ne s'interdit rien sur TF1
- 2012 : Laurent Gerra se permet tout sur TF1
- 2012 : Michel Berger, tout pour la musique sur TF1
- 2012-2014 : Les 100 plus grands... sur TMC
- Depuis 2014 : Tirages du Loto et tirages de l'Euromillions sur TF1 : présentateur (en alternance avec Christophe Beaugrand, Karine Ferri, Elsa Fayer, Anaïs Grangerac, Inès Vandamme et Alexandre Devoise)
- 2017 : Danse avec les stars avec Sandrine Quétier sur TF1 : co-animation d’un seul prime
- 2017 : Miss Tahiti 2017 sur Polynésie 1ère
- 2018-2019 : Loto Patrimoine sur TF1 : coprésentation avec Stéphane Bern
- 2021 : Miss Tahiti 2021  sur Polynésie La Première
- 2024-2025 : Gladiators avec Hélène Mannarino et Denis Brogniart sur TF1

## Résumé de ses activités artistiques
(Les items des listes présentées ci-dessous sont sourcés dans la section « Biographie » du présent article.)

### Publications
Jean-Pierre Foucault a publié sous son nom avec le concours d'auteurs/rédacteurs plusieurs livres :
- Les Éclats de rire de Jean-Pierre Foucault et Léon, RMC Éditions, 1985
- Le Dictionnaire de l'Académie des 9, RMC Éditions, 1986 (auteurs référencés dans l'ouvrage)
- Sacrés Régimes, Carrère, 1988
- Est-ce que la mer est belle aujourd'hui ?, TF1 Éditions, 1998 (auteurs référencés dans l'ouvrage)
- Le Sourire aux larmes, Calmann-Lévy, 2005 (auteur Claude Mendibil)
- La Boîte à câlins, coécrit avec de nombreuses célébrités (recueil de textes pour enfants au profit de la chaine de l'espoir), Michel Lafon, 2006
- Les cigales sont de retour, Albin Michel, 2006 (auteurs référencés dans l'ouvrage)
- Ces voitures qu'on aime tant, Michel Lafon, 2007 (auteurs référencés dans l'ouvrage)
- Ce n'est pas mon dernier mot !, Albin Michel, 2008 (auteur Albert Algoud)
- Les 60 ans de la 2CV, Michel Lafon, 2008 (auteurs référencés dans l'ouvrage)
- Les 90 ans de Citroën, Michel Lafon, 2009 (auteurs référencés dans l'ouvrage)
- 200 ans de Peugeot, Michel Lafon, 2010 (auteurs référencés dans l'ouvrage)
- La Couleur des souvenirs, Albin Michel, 2012
- Les Voitures des années 60, Michel Lafon, 2013
- VéloSolex – L’épopée d’un cyclomoteur, Hugo, 2017

### Filmographie
- 1983 : Dorothée : Le Show (émission sur Antenne 2) : un gendarme
- 1986 - 1987 : Affaire suivante (série télévisée sur Antenne 2) : le président du tribunal (dans 19 épisodes)
- 1987 : Pas de pitié pour les croissants (serie télévisée) - épisode 1 : Les Aventuriers du croissant perdu) : invité
- 1987 : Dorothée Show (émission sur TF1) : lui-même
- 1991 : Le Cadeau de Noël (émission sur TF1) : invité
- 1999 : Mes amis, film de Michel Hazanavicius : lui-même
- 2000 : Meilleur Espoir féminin, film de Gérard Jugnot : l'animateur TV
- 2002 : Sans regrets (court-métrage) : le présentateur
- 2004 : Malabar Princess de Gilles Legrand : lui-même comme présentateur de Qui veut gagner des millions ? (avec usage d'images d'archives de l'émission, sa voix étant doublée par Yves Lecoq)
- 2005 : Boudu, film de Gérard Jugnot : lui-même
- 2006 : Mon meilleur ami, film de Patrice Leconte : lui-même, animant Qui veut gagner des millions ?
- 2011 : Sosie ! Or Not Sosie ? (émission sur TF1) : Gérard Davoux (garagiste)
- 2012 : Petite flamme (court-métrage) : le père (voix)
- 2013 : Nos chers voisins fêtent Noël (prime time de la série Nos chers voisins) : M. Schneider (le patron d'Aymeric Dubernet-Carton)
- 2015 : Pardon !!, court-métrage de Mallory Grolleau : lui-même (ou presque).
- 2018 : Les Déguns, film de Cyrille Droux et Claude Zidi Jr. : le maire
- 2020 : I Love You coiffure, téléfilm  de Muriel Robin : le gitan (sketch La maison de retraite)
- 2023 : Meurtres sur la Côte bleue, téléfilm de Marjolaine de Lécluse : Marc Valenci.

### Discographie
- 1972 : Beaucoup d'amis, Un seul amour et New York city - 45 tours - avec Mimi Filipacchi - orchestre sous la direction d'Hervé Roy.
- 1978 : Allez la France, allez - 45 tours - duo avec Léon Orlandi, hymne de l'équipe de France de football pour la Coupe du monde de football de 1978.
- 1989 : Pour toi Arménie